# Luminisme

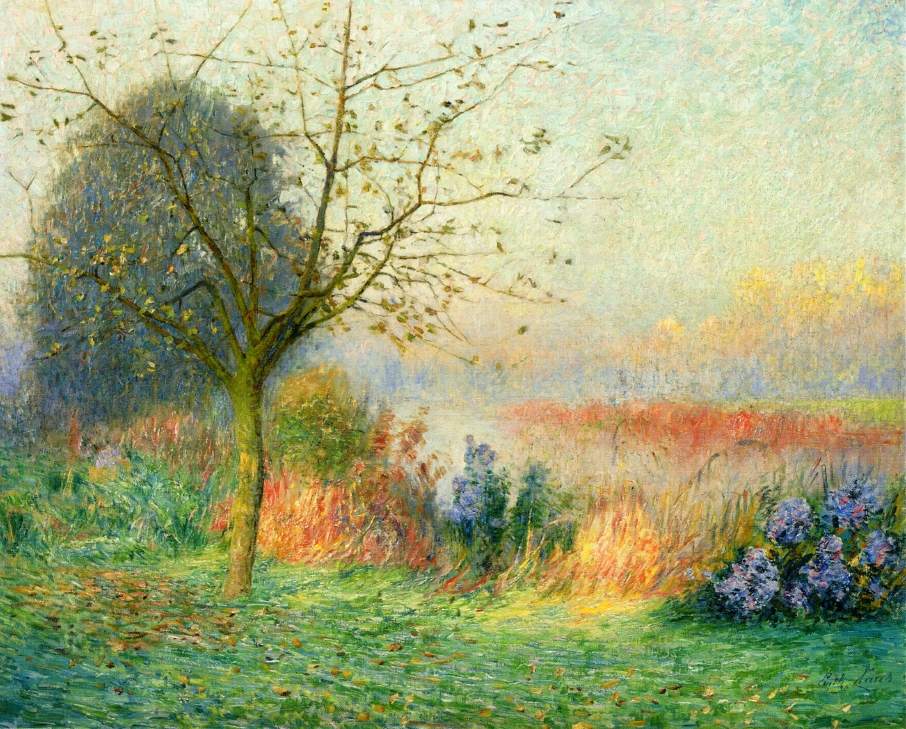
Emile Claus - "Oktobermorgen langs de Leie" (1901)

Het luminisme is een stroming in de schilderkunst, vooral in België, die ontstaan is vanaf 1904 vanuit het postimpressionisme, waarin ook elementen van het realisme en het impressionisme aan bod kwamen.

## Kenmerken
Het luminisme legt, door een optische mengeling van kleuren, de nadruk op sterke lichteffecten en heeft veel overeenkomsten met het pointillisme. De werken vertoonden door hun nauwkeurige tekeningen en de opbouw van de composities de academische vorming van de kunstenaars. De kunst benadert hier de wetenschap door de bijna mathematische benadering van de picturale techniek. 
Men kan het vergelijken met het neo-impressionisme in Frankrijk, zoals die een korte tijd beoefend werd door Paul Signac, Georges Seurat en Camille Pissarro. De term is afkomstig van de groep "Vie et Lumière", gevormd door onder anderen Emile Claus, George Morren en Adriaan Jozef Heymans. Deze schilders, die voordien hadden behoord tot de kunstgroeperingen Les XX en La Libre Esthétique, streefden naar een meer nationale of zelfs Vlaamse identiteit in hun werken in de traditie van de landschapschilderkunst, zoals die beoefend werd door de Scholen van Tervuren, Dendermonde en Kalmthout, maar dan gezuiverd van hun naturalistische patina's. Ze wilden afstand nemen van de doorslaggevende Franse invloed op de door Octave Maus georganiseerde kunsttentoonstelling in 1904 van Les XX in Brussel. Toen Maus in 1905 een volgende tentoonstelling organiseerde, kwamen ook de luministen aan bod.
Bekende schilders uit deze stroming zijn Emile Claus en zijn pupil Jenny Montigny, Anna De Weert, Georges Buysse, Modest Huys, Yvonne Serruys en William Degouve de Nuncques, en ook de Nederlander Hendrik Jan Wolter die in Antwerpen was opgeleid. Ook Georges Lemmen, James Ensor en Anna Boch sloten zich aan. Gust De Smet en Frits Van den Berghe volgden een tiental jaren deze richting.
Er was een voorkeur voor Vlaamse landschappen (met of zonder figuren), in het bijzonder de Leiestreek (tussen Deinze en Gent), waar Emile Claus woonde. Zijn villa "Zonneschijn" werd een aantrekkingspunt voor andere schilders, ook uit Frankrijk, de Verenigde Staten en zelfs Japan. Toen hun werken in latere jaren bestempeld werden als "academisch impressionisme", begon een aantal onder deze kunstenaars een nieuwe richting te beoefenen die zou bekend worden als het Vlaamse expressionisme.
De uitdrukking "luminisme" werd vanaf 1910 ook toegepast in Nederland op de latere fase van het Nederlands impressionisme, dat in feite stilistisch verwant is met het Franse fauvisme en het Duitse expressionisme. Het werd beoefend door onder anderen Jan Sluijters, Leo Gestel, Piet Mondriaan en Jan Toorop.

## Ander gebruik van de term
- De term "luminisme" beschrijft ook het schilderen van landschappen in het midden van de 19de eeuw in de Verenigde Staten. Hierbij werd er geëxperimenteerd met effecten van licht en lucht.
- Luminisme is eveneens een alternatieve uitdrukking voor lichtkunst, een kunstvorm vanaf de jaren 1960 waarbij er kunstlicht werd gebruikt, in het bijzonder fluorescerend licht, neonlicht, lasers en holografie.